# Relais 4 × 60 mètres
Le relais 4 × 60 mètres est une épreuve d'athlétisme, courue dans les catégories de jeunes ainsi qu'en salle.

## Définition
Cette épreuve consiste en trois relais successifs par quatre athlètes qui doivent chacun parcourir 60 mètres (environ) et se transmettre un témoin (sous forme de bâton cylindrique). Le coureur qui va recevoir le témoin prend son élan dans une zone d'élan, la transmission du témoin se passe dans une zone de transmission de 30 mètres. Si le passage du témoin est réalisé avant ou après cette zone, c'est une faute éliminatoire du relais.

## Marquage
- La ligne de départ est située à 240 m de l'arrivée. Elle est blanche sur les bords et noire au milieu.
- Les zones de transmission sont délimitées par des traits noirs en forme de 1 tournés vers l'intérieur de la zone (qui se situent donc à 50, 70, 110, 130, 170 et 190 m de l'arrivée).
- Depuis 2018, chaque zone d'élan de 10 m est devenue zone de transmission et est marquée d'une croix noire (à 80, 120 et 200 m de l'arrivée).